# Hybovalgus matsudai
Hybovalgus matsudai är en skalbaggsart som beskrevs av Miyake 1985. Hybovalgus matsudai ingår i släktet Hybovalgus och familjen Cetoniidae. Inga underarter finns listade i Catalogue of Life.